# Burns Tri-Sonic
O Burns Tri-Sonic é um captador mono-núcleo para guitarra eléctrica com ímans cerâmicos e cobertura de crómio produzido pela Burns London. Os Tri-Sonic são mais largos que os captadores mono-núcleo comuns (i.e., captadores da Fender), o que implica que para a sua instalação seja necessário trabalhar a madeira do corpo da guitarra.

## História
Inicialmente produzidos pela Burns London em 1960, os captadores foram usados em vários modelos de guitarras da Burns lançados nessa década. Uma versão para baixo foi também produzido. O guitarrista de Queen Brian May comprou um conjunto de três quando fez a Red Special. Uma re-edição dos Tri-Sonic é actualmente produzida pela Kent Armstrong.